# 王治 (嘉靖進士)
王治（？—？），字本道，號心庵，山西太原府忻州人，民籍，明朝政治人物。

## 生平
嘉靖三十一年（1552年）壬子科山西鄉試第十二名舉人，三十二年（1553年）中式癸丑科會試第三百七名，三甲第二百六十六名進士。戶部觀政，授行人司行人，四十年（1561年）六月考選吏科給事中，上言請杜絕邊臣冒軍功，升工科右給事中，四十二年（1563年）四月升禮科左給事中，隆慶元年（1567年）偕御史王好問核內府諸監局歲費，彈劾中官乾沒罪，升吏科都給事中，二年（1568年）三月升太僕寺少卿，五年（1571年）正月升大理寺右少卿，六月升太僕寺卿，曾陳定宗廟之禮等四事，九月丁母憂歸。

## 家族
曾祖王堯臣，知縣；祖父王聚奎，河南都司斷事；父王鎧（1502年-1538年），號守拙，贈吏科都給事中。母檀氏（1504年-1571年），封太孺人。弟王浩、王浙、王洛、王洲、王汀、王漸。